# Sociale cohesie

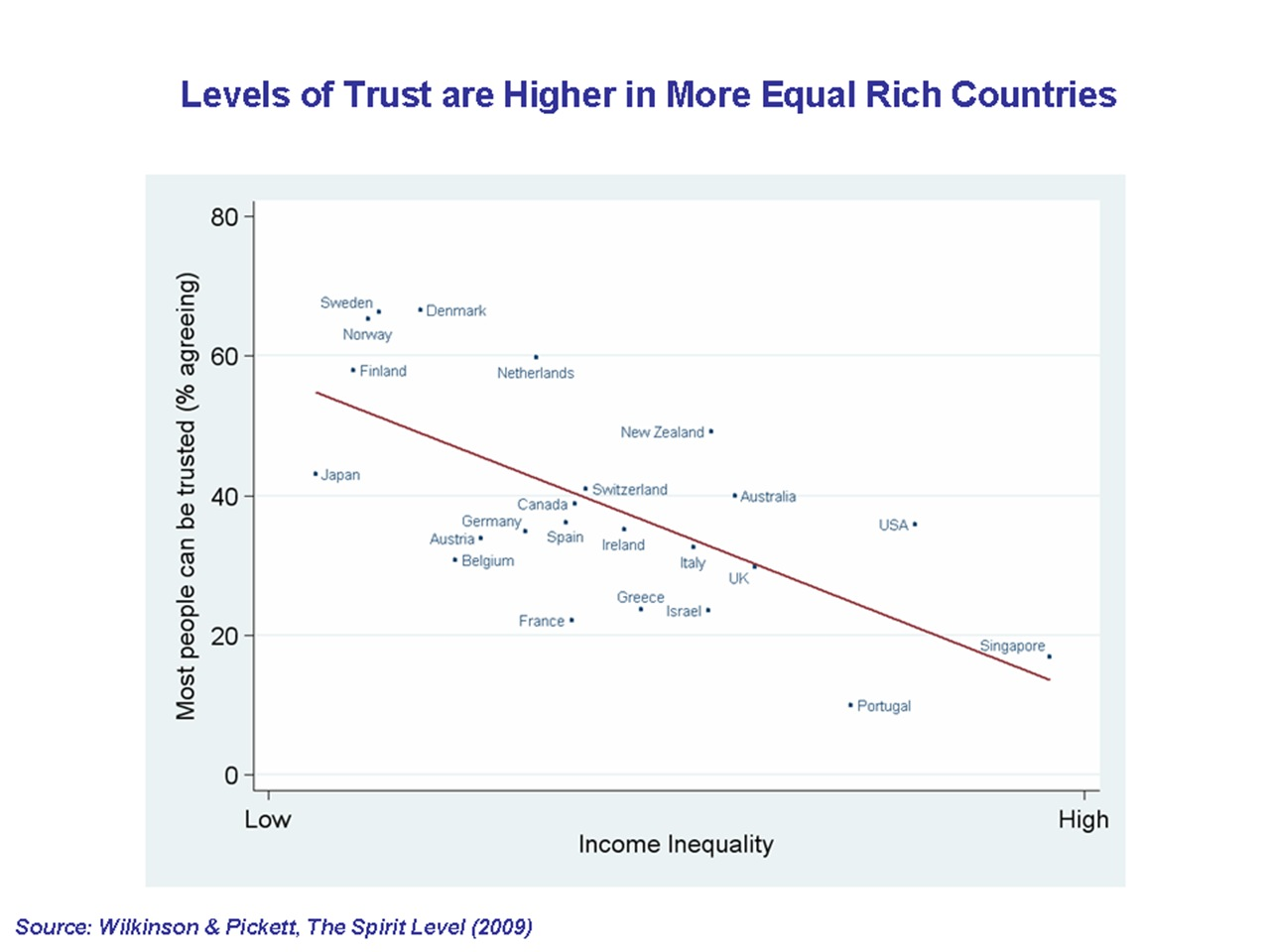
Niveaus van vertrouwen zijn hoger in landen met een lagere economische ongelijkheid

Sociale cohesie is de samenhang in een maatschappij. Naast onderzoek naar sociale ongelijkheid en identiteit is de vraag hoe samenlevingen bij elkaar blijven een van de kernvragen in de sociologie. Er zijn vele antwoorden gegeven op de vraag wat een samenleving bij elkaar houdt. Deze antwoorden zijn samen te vatten als wederzijdse afhankelijkheid - of eigenbelang, dwang - of macht, en gedeelde waarden en normen. Omdat mensen weliswaar niet gelijk, maar wel gelijkwaardig aan elkaar zijn, kan sociale cohesie versterkt worden door het besef dat dualisme een legitiem maatschappelijk gegeven is.

## Conflict- versus consensusmodel
Een aparte groep vormen in dit verband de contracttheoretici die stellen dat er binnen iedere staat sprake is van een sociaal contract. Voor de filosoof Hobbes werd het sociale contract gewaarborgd vanuit de macht van de absoluut geregeerde staat die een oorlog van allen tegen allen voorkomt, het conflictmodel. Rousseau geloofde juist in de onderlinge goede wil van iedere individuele burger en verklaarde het sociaal contract vanuit het consensusmodel, die hij de volkswil noemde. Hoewel de contracttheorie door bijvoorbeeld de Schotse moraalfilosofen werd verworpen, is de tegenstelling conflict- versus consensusmodel tussen verschillende sociologische denkrichtingen nog steeds actueel.

## Micro- versus macroniveau
Sociale cohesie komt voor op micro- en macroniveau. Op microniveau is er de cohesie binnen het gezin, de familie en de vriendenkring. Op een iets hoger niveau bestaat sociale cohesie binnen verenigingen, geloofsgemeenschappen en dergelijke. Ook op maatschappelijk niveau is er sociale cohesie, vooral binnen uniculturele (etnisch-homogene) samenlevingen. Binnen een dergelijke samenleving delen mensen een zelfde taal, geschiedenis en gewoonten, wat zorgt voor een zekere mate van sociale cohesie, iedereen identificeert zich met elkaar en/of voelt zich met elkaar verbonden.

## Desintegratie
Nederland kende tot de jaren 1960 een verzuilde samenleving, de zuilen waren gebaseerd op geloof en/of maatschappelijke oriëntatie. Binnen de zuilen was de sociale cohesie zeer sterk. Met de ontzuiling vanaf de jaren 1960 en de opkomst van het individualisme en de multiculturele samenleving sinds de jaren 1980 is de sociale cohesie onder druk komen te staan. Nederland is in dit opzicht zeker niet uniek - alle westerse samenlevingen kennen een verminderde sociale cohesie. In Amerika is de sociale cohesie sterk afgenomen vanaf de jaren 1960. Tijdens de Tweede Wereldoorlog kenden de Amerikanen één gemeenschappelijk doel: het verslaan van de Duitse vijand. Vanaf de jaren 1960 werd de Amerikaanse samenleving steeds individualistischer. Het gezin, de kerk, de lokale gemeenschap, het verenigingsleven - allen verliezen hun positie als hoekstenen van de samenleving. Robert Putnam heeft dit proces beschreven in zijn boek Bowling Alone (1995). Putnam wees de afname van sociale cohesie vooral toe aan de individualisering en niet zoals in Europa ook aan multiculturaliteit. Als belangrijke motor achter individualisering noemde Putnam de televisie ofwel moderne communicatie. In plaats van vertier en ontspanning te zoeken in het verenigingsleven, koos de Amerikaan steeds vaker voor alleen tv kijken.
De afname van sociale cohesie wordt echter ook wel toegeschreven aan de opkomst van het socialisme en de wil van velen dat de overheid voor haar onderdanen zorgt. Omdat de overheid deze zorgtaken grotendeels heeft overgenomen, zou de morele plicht om voor elkaar te zorgen sterk ondermijnd worden, wat een negatieve invloed zou hebben op de sociale cohesie.
Vanaf de jaren 1990 vormt sociale cohesie een dankbaar studieobject voor sociologen. Overheden in verschillende westerse landen zijn erop gebrand de sociale cohesie te verbeteren.